# Дрениця

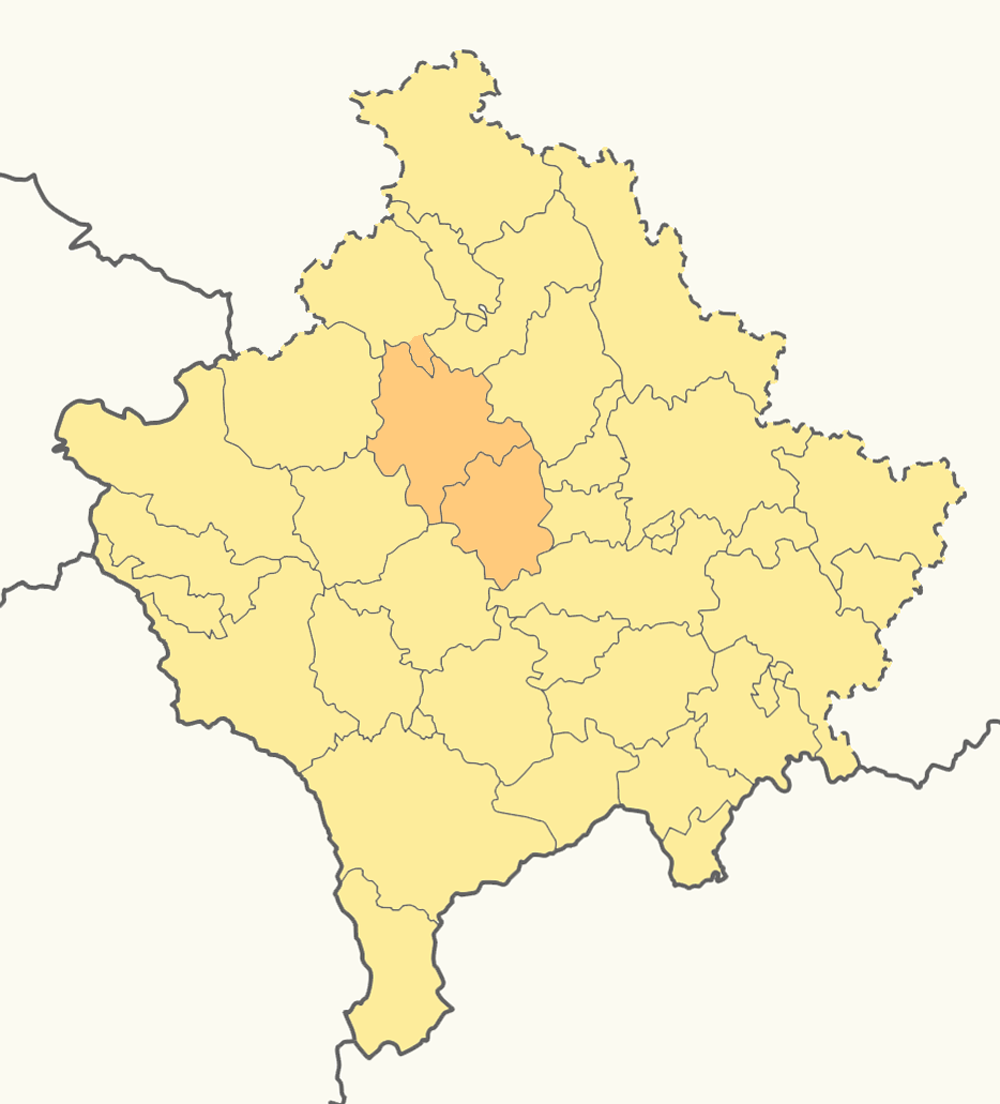
Муніципалітети Глоговац і Скендерай у регіоні Дрениця

Дреница (серб. Дреница/Drenica, алб. Drenicë, Drenica), також відомий як Дреницька долина — горбистий регіон у центральній частині Косова, що охоплює близько 700 кв. км. від загальної площі Косова (6 %). Він складається з двох муніципалітетів, Глоговац і Скендерай, і декількох сіл у Зубин Поток, Клині, Митровиці і області Вучитрна. Він розташований на захід від столиці Приштини.
Згідно з переписом 2011 року, населення регіону — 109 389, за винятком навколишніх сіл. Албанці становлять абсолютну більшість у регіоні.

## Історія
Дрениця вперше згадується у 1413 р., коли Георгій Бранкович дав село Доброшевце у володіння монастирю святого Павла на горі Афон. Деспот Георгій Бранкович (1427–1456) заснував монастир Девич у регіоні.
Села, навколишні містечка Глоговац і Скендерай, є батьківщиною Армії визволення Косова (АВК) і оплотом албанського націоналізму. Перші збройні сутички між АВК і Югославією почалися тут у 1996 році і тривали під час Косівської війни 1998–1999 років.

## Відомі люди
- Азем Галіца
- Шоте Галіца
- Хасан Пріштіна
- Адем Яшарі
- Авні Спахіу
- Шабан Поллужа
- Хашим Тачі
- Лулзім Баша
- Фатмір Лімай
- Сулейман Селімі
- Якуп Краснічі
- Ріфат Кукай
- Леонора Якупі